# Paciforchestia tenuimana
Paciforchestia tenuimana is een vlokreeftensoort uit de familie van de Talitridae. De wetenschappelijke naam van de soort is voor het eerst geldig gepubliceerd in 1939 door Iwasa.